# Eggby
Eggby is een plaats in de gemeente Skara in het landschap Västergötland en de provincie Västra Götalands län in Zweden. De plaats heeft 239 inwoners (2005) en een oppervlakte van 28 hectare.

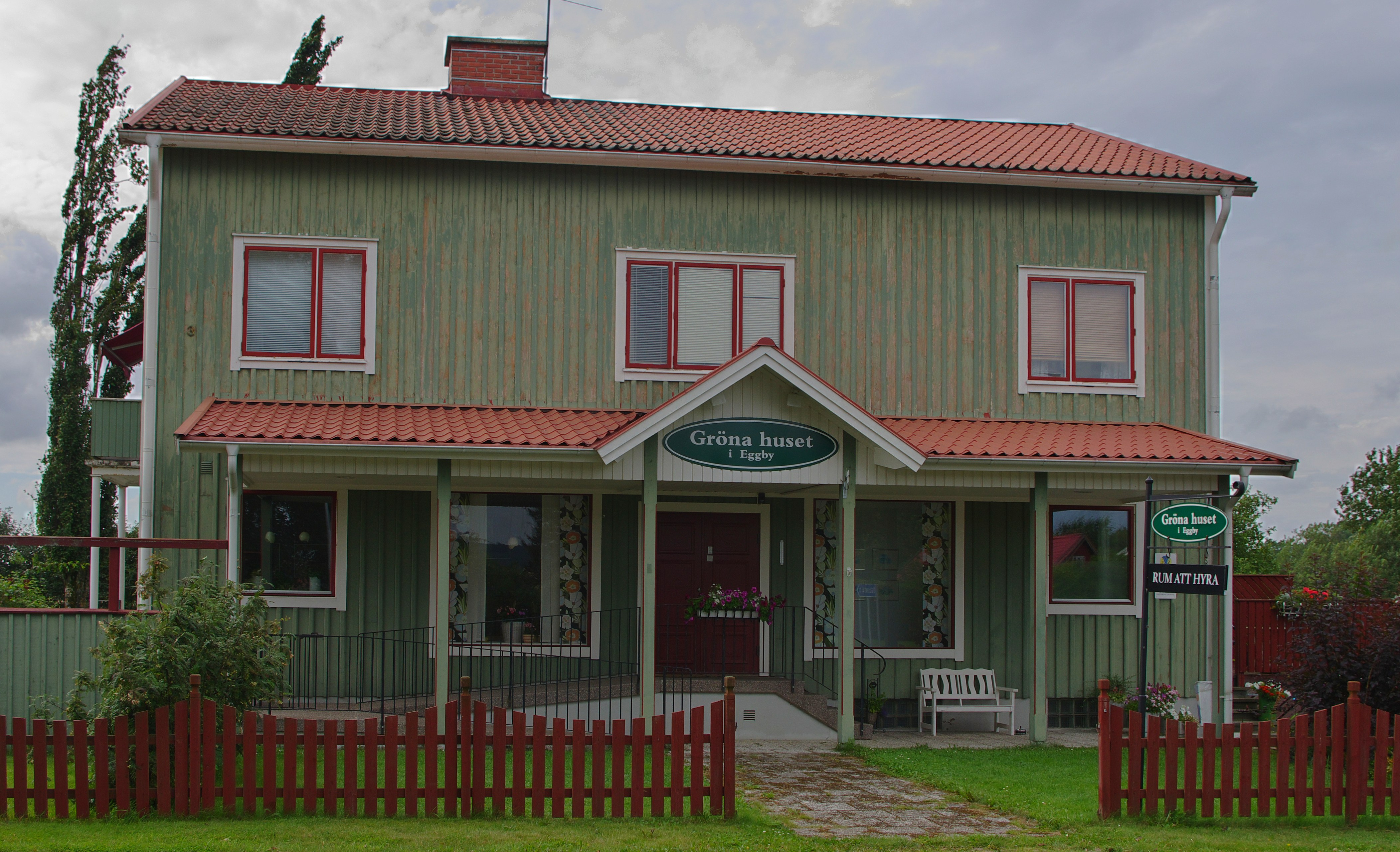
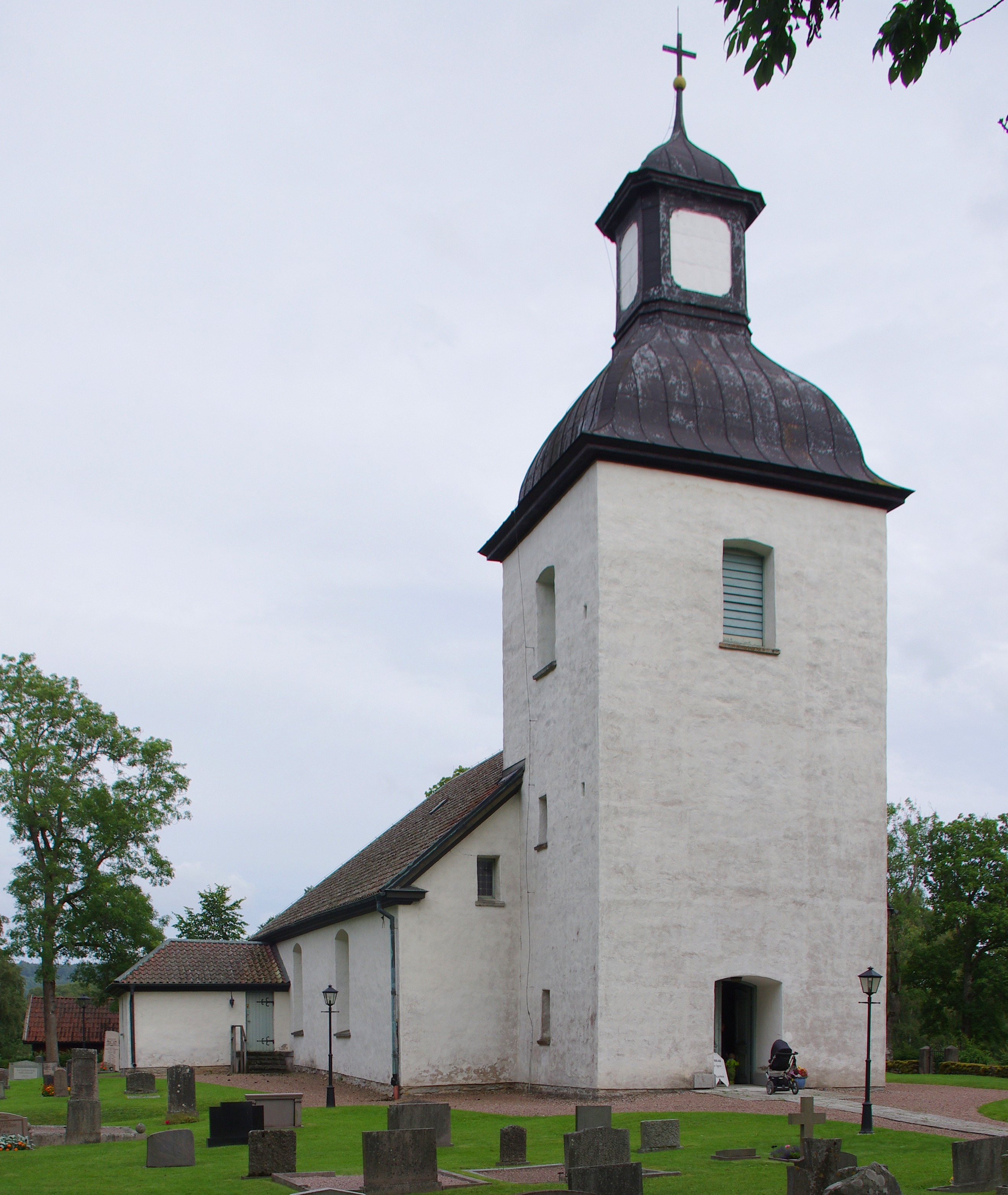